# Noah Ringer
Noah Andrew Ringer, född 18 november 1996 i Dallas, Texas, är en amerikansk skådespelare. Ringer är kanske mest känd för sin huvudroll i filmen The Last Airbender.

## Filmografi
- 2010 – The Last Airbender
- 2011 – Cowboys & Aliens

## Fotnoter
1. ↑  läs online, www.familysearch.org .[källa från Wikidata]